# Буферне висадження

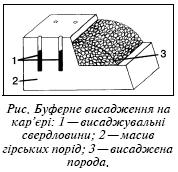

Буферне висадження (рос. буферное взрывание, англ. cushioned blasting, нім. Hohlraumschießen n) — метод вибухової відбійки корисної копалини, при якому перед вибоєм, що висаджується залишають частину подрібненої попереднім вибухом породи (буфер).
Буферне висадження вперше застосоване в СРСР при підземних роботах в 1953 (мінна відбійка, в 1956 — свердловинна відбійка).
Підпір вибою затискним матеріалом сповільнює зсування масиву, що збільшує тривалість дії викликаних вибухом напружень та інтенсифікує дроблення.
Найбільше поширення Б.в. отримало при відкритій розробці родовищ. Спочатку буферне висадження використовувалося при проведенні розрізних і капітальних траншей, надалі — при уступній відбійці виймальних блоків.
Розрізняють буферне висадження на раніше висаджену гірничу масу і висадження в абсолютно затиснутому середовищі (на монолітний масив).
Буфер з подрібненої гірничої маси створюється при вибуху на вільну поверхню масиву з використанням діагональної схеми з'єднання зарядів ВР. Застосовується при розробці глибоких горизонтів кар'єрів з вузькими робочими майданчиками уступів.
Ефективність буферного висадження на кар'єрах забезпечується при вибуху не менше чотирьох рядів свердловинних зарядів і збільшених (до 20 %) питомих витратах ВР в першому ряду свердловин. Б.в. широко використовується на залізорудних кар'єрах Кривбасу, флюсових кар'єрах України і інш.